# Swindale Beck
Der Swindale Beck ist ein Wasserlauf im Lake District, Cumbria, England.
Der Swindale Beck entsteht aus dem Zusammfluss von Hobgrumble Gill und Mosedale Beck. Er fließt in östlicher Richtung bis zu seiner Mündung in den Lowther bei Rosgill.
Der Swindale Beck ist ein Site of Special Scientific Interest. Der Einschnitt des Wasserlaufs hat einen wichtigen Querschnitt durch die Gesteinsschichten freigelegt. Das Gestein ist eine Quelle für zahlreiche Trilobiten aus dem Oberordovizium.